# Ewelina Nikolowa
Ewelina Georgiewa Nikolowa (bulgarisch Евелина Георгиева Николова; * 18. Januar 1993 in Petritsch) ist eine bulgarische Ringerin.

## Karriere
Nikolowa konnte bei den Europameisterschaften 2013 in der Kategorie der Junioren den zweiten Platz erzielen. Zwei Jahre später erzielte sie die U23 Ringer-Europameisterschaften 2015 erneut den zweiten Platz. Im gleichen Jahr erreichte sie bei den Europaspielen 2015 in Baku im Freistil in der Klasse bis 55 kg den dritten Platz und bei den Weltmeisterschaften 2015 in Paradise in der gleichen Gewichtsklasse die Bronzemedaille. Die Europameisterschaften 2018 in Kaspijsk beendete Nikolowa auf dem fünften Rang. Nach einer Niederlage gegen Irina Husjak gewann sie die Silbermedaille bei den Europameisterschaften 2019.
2020 erreichte sie bei den Europameisterschaften 2020 den neunten Rang und sie gewann die bulgarische Meisterschaft im Ringen in der Klasse bis 57 kg. Nachdem Nikolowa sich im Frühjahr 2021 für die Olympischen Sommerspiele 2020 in Tokio qualifizieren konnte, gewann sie die Bronzemedaille bei den Europameisterschaften 2021 in Warschau. Bei ihrem Olympiadebüt gewann sie die Bronzemedaille im Freistil in der Klasse bis 57 kg. Im selben Jahr belegte sie bei den Weltmeisterschaften 2021 den achten Platz.
Die Europameisterschaften 2022 beendete Nikolowa mit dem Gewinn einer Silbermedaille. Sie unterlag im 57-kg-Finale der Ukrainerin Alina Hruschyna-Akobija.
Am 28. Oktober 2022 wurde Evelina Nikolova zusammen mit sechs anderen prominenten Bürgern von Petritsch bei einer feierlichen Sitzung des Gemeinderats von Petritsch der Titel einer Ehrenbürgerin von Petritsch verliehen.